# Mont-Bélo
Mont-Bélo' est une ville de la République du Congo, située dans le département de la Bouenza et le district de Loudima, au sud du pays, à 216 mètres d'altitude. Elle fait partie du Pays Diangala, habité par l'ethnie des Kugnis.
Mont-Bélo compte près de 5 000 habitants. 
La ville est un important nœud ferroviaire national. À Mont-Bélo se rencontrent le chemin de fer Congo-Océan (CFCO) qui relie Brazzaville à Pointe-Noire, et celui de l'ancienne Compagnie minière de l'Ogooué (Comilog) qui relie Mont-Bélo à Mbinda sur 285 km, inauguré en 1962 et utilisé jusqu’en 1991 pour évacuer le
manganèse extrait de la mine de Moanda vers Pointe-Noire.